# Harry Losee
Harry Walter Losee (* 29. August 1901 in Dayton, Ohio; † 16. Dezember 1952 in Los Angeles, Kalifornien) war ein US-amerikanischer Choreograf, der einmal für den Oscar für die beste Tanzregie nominiert war.

## Leben
Losee war in den 1930er Jahren zunächst Choreograf bei verschiedenen Musical- und Tanzrevuen am Broadway wie zum Beispiel Keep Moving (1934), At Home Abroad (1935) und The Show Is On (1937). 1937 war er auch erstmals für eine Filmproduktion tätig, und zwar für Tanz mit mir (Shall We Dance, 1937) von Mark Sandrich mit Fred Astaire, Ginger Rogers und Edward Everett Horton.
Bei der Oscarverleihung 1938 war er für die Szene „Prince Igor Suite“ aus dem Eisrevue-Film Hoheit flirtet (Thin Ice, 1937) von Sidney Lanfield mit der norwegischen Eiskunstläuferin Sonja Henie sowie Tyrone Power und Joan Davis in weiteren Rollen für den nur in den Jahren 1936 bis 1938 vergebenen Oscar für die beste Tanzregie nominiert.
Im Anschluss wirkte er noch an der Herstellung von einigen wenigen weiteren Filmproduktionen sowie auch wieder bei Broadway-Musicalrevuen mit.

## Filmografie (Auswahl)
- 1937: Tanz mit mir (Shall We Dance)
- 1937: Thin Ice
- 1939: Second Fiddle
- 1943: Abbott und Costello auf Glatteis (Hit the Ice)